# Коланйане-Кесупиле, Катлего Кай
Катлего Кай Коланйане-Кесупиле (англ. Katlego Kai Kolanyane-Kesupile), также известная, как Кэт Кай Кол-Кес (англ. Kat Kai Kol-Kes; род. январь 1988, Франсистаун, Ботсвана) — ботсванская артистка, музыкант, писательница и ЛГБТ-активистка. Она является первым человеком в Ботсване открыто заявившим о своей трансгендерности.

## Биография
Родилась в январе 1988 года в городе Франсистаун. Обучалась в начальной школе в Клифтоне. В 2007 году продолжила образование в школе-интернате в Дурбане, в ЮАР. Имеет степень бакалавра театроведения университета Витватерсранда и степень магистра в области прав человека, культуры и социальной справедливости Голдсмитского колледжа Лондонского университета. В 2016 году была удостоена стипендии Чивнинга. В 2013 году Коланйане-Кесупиле стала первым человеком в Ботсване, открыто заявившем о своей трансгендерности.
Она является основателем Квир-шортс-шоукейс фестиваля — первого и единственного фестиваля ЛГБТ в Ботсване. Коланйане-Кесупиле писала статьи для изданий «Пеолуэйн», «Калахари ревю», «Вашингтон блейд» и «Афропанк». Она также работает с группой «Чейзинг Якуб», для которой пишет песни на английском языке и сетсване. В 2015 году группа выпустила альбом «Бонго кантри».
Коланйане-Кесупиле была лауреатом премии «Лучшее из Ботсваны» за 2013/2014 год в категории «Исполнительское искусство». В 2015 году она была удостоена премии Молодые лидеры драг-куин . В 2017 году правозащитница получила приглашение на конференцию TED . В 2018 году её имя было внесено в список ста известных женщин издания «ОкейАфрика».